# Darren McDonald
Darren Robert McDonald (* 20. November 1962) ist ein australischer Badmintonspieler.

## Karriere
Darren McDonald nahm 1983 und 1991 an den Badminton-Weltmeisterschaften teil. 1983 wurde erreichte er als bestes Resultat Platz 17 im Mixed, 1991 Platz 17. im Herrendoppel. Bei den Commonwealth Games 1986 gewann er Bronze mit dem australischen Team. 1991 siegte er bei den New Zealand Open im Doppel.

## Sportliche Erfolge
| Saison | Veranstaltung      | Disziplin    | Platz | Name                                   |
| ------ | ------------------ | ------------ | ----- | -------------------------------------- |
| 1983   | Weltmeisterschaft  | Herreneinzel | 33    | Darren McDonald                        |
| 1983   | Weltmeisterschaft  | Herrendoppel | 33    | Paul Kong / Darren McDonald            |
| 1983   | Weltmeisterschaft  | Mixed        | 17    | Darren McDonald / Julie Maree McDonald |
| 1986   | Silver Bowl        | Herrendoppel | 1     | Michael Scandolera / Darren McDonald   |
| 1986   | Commonwealth Games | Team         | 3     | Australien                             |
| 1991   | New Zealand Open   | Herrendoppel | 1     | Peter Blackburn / Darren McDonald      |
| 1991   | Weltmeisterschaft  | Herrendoppel | 17    | Peter Blackburn / Darren McDonald      |
| 1991   | Weltmeisterschaft  | Mixed        | 33    | Darren McDonald / Anna Oi Chan Lao     |
| 1991   | Weltmeisterschaft  | Herreneinzel | 65    | Darren McDonald                        |